# آی‌دوغموش (چای)
آی‌دوغموش (به ترکی استانبولی: Aydoğmuş) یک منطقهٔ مسکونی در ترکیه است که در چای (شهر) واقع شده‌است.